# Find fuse in youth
『find fuse in youth』（ファンド・フューズ・イン・ユース）は、日本のシンガーソングライター・崎山蒼志のメジャーデビューアルバム。2021年1月27日に、ソニー・ミュージックレコーズからリリース。

## 背景と制作
崎山蒼志は、2020年10月31日、YouTube公式チャンネルでライブを配信したあと、ティザー映像を通して1stアルバム『find fuse in youth』のリリースによるメジャデビューを発表した。また、メジャーデビューに先駆けて、“再定義”シリーズと銘打って自身の楽曲をバンドアレンジした配信シングルを、11月1日に「Samidare」、12月1日に「Heaven」、翌年1月1日に「Undulation」と、3カ月連続でリリースした。アルバムの詳細は2021年1月1日に発表され、発売まで1週間を切った1月21日には、崎山の制作風景やライブの模様、メジャーデビュー直前の心境を語るインタビュー映像などで構成されたドキュメント映像「[ 崎山蒼志 ] Soushi Sakiyama Debut Documentary from TOKYO MX」がYouTubeにて公開された。
本作には、立崎優介、田中ユウスケ、江口亮、akkin、宗本康兵が収録曲6曲にアレンジャーとして参加している。先行配信された3曲「Samidare」「Heaven」「Undulation」は崎山が中学生の頃に作った曲であり、「今の自分」に合わせるためにも新しく他人にアレンジしてもらうことになった。また、本作の制作は、新型コロナウイルスの流行にも影響を受けたという。崎山は「waterfall in me」「目を閉じて、失せるから。」「find fuse in youth」などは、長く家にいたからできた感じがあると述べている。その他にも、崎山自身がアレンジまで行った楽曲も、崎山が住んでいる実家に影響を受けているという。また、自身による打ち込みの曲の一部は、家の中を動き回りながらiPadでGarageBandを打ち込んで作っていたといい、そういう曲にはギターとは別の身体性があると述べている。

## 音楽性
本アルバムでは、崎山の代名詞であるアコースティックギターの弾き語りによる楽曲はもとより、自らトラックメイクしたエレクトロニカ的な楽曲、アレンジャーとタッグを組み、色彩豊かなサウンドを描き出す楽曲まで、幅広い音楽性が表現されている。リードナンバーである「Undulation (album ver.)」は、バンド編成でよりポップ・フィールドを志向した楽曲となっている。崎山は「アレンジがJ-POP的、J-ROCK的になると、自ずとポップなものになる。」と語っており、また「でも、光が射しすぎないように、華やかになりすぎないようにしたいなと思って、アレンジャーさんと話しました。」と述べている。その他にも、エクスペリメンタルな作風の「waterfall in me」から、ストリングスを用いてスタンダード感のあるバラードに仕上がった「そのままどこか」まで、楽曲によって振り幅のある音楽性も本作の特色の1つである。
また、本作のリファレンスとなっている作品も様々に存在している。「waterfall in me」は、崎山曰く「崎山蒼志流のJPEGMafia解釈」であり、歌詞の面ではユヴァル・ノア・ハラリの『サピエンス全史』に影響を受けている。「目を閉じて、失せるから。」は、「チャーリーXCXのような、ハイパーポップみたいなことをやりたかった」曲だという。「そのままどこか」はボーイ・パブロの「Sick Feeling」をイメージしていたといい、「レックス・オレンジ・カウンティとか、ああいう青春な感じ」に影響されていると述べている。また、ハードコアバンド「moreru」のメンバーである夢咲みちるが書いた詩や、アニメ『新世紀エヴァンゲリオン』にも影響を受けているという。

## 収録曲
| 全作詞・作曲: 崎山蒼志。 |                              |           |            |                        |      |
| #                        | タイトル                     | 作詞      | 作曲・編曲 | 編曲                   | 時間 |
| 1.                       | 「Undulation (album ver.)」  | 崎山蒼志  | 崎山蒼志   | 立崎優介・田中ユウスケ | 2:19 |
| 2.                       | 「Heaven」                   | 崎山蒼志  | 崎山蒼志   | 江口亮                 | 4:17 |
| 3.                       | 「鳥になり海を渡る」         | 崎山蒼志  | 崎山蒼志   | 崎山蒼志               | 2:57 |
| 4.                       | 「花火」                     | 崎山蒼志  | 崎山蒼志   | akkin                  | 3:42 |
| 5.                       | 「そのままどこか」           | 崎山蒼志  | 崎山蒼志   | 宗本康兵               | 3:48 |
| 6.                       | 「waterfall in me」          | 崎山蒼志  | 崎山蒼志   | 崎山蒼志               | 2:46 |
| 7.                       | 「目を閉じて、失せるから。」 | 崎山蒼志  | 崎山蒼志   | 崎山蒼志               | 1:30 |
| 8.                       | 「Samidare」                 | 崎山蒼志  | 崎山蒼志   | 宗本康兵               | 4:07 |
| 9.                       | 「回転」                     | 崎山蒼志  | 崎山蒼志   | 大濱健悟               | 3:19 |
| 10.                      | 「観察 (interlude)」         | 崎山蒼志  | 崎山蒼志   | 崎山蒼志               | 1:20 |
| 11.                      | 「ただいまと言えば」         | 崎山蒼志  | 崎山蒼志   | 崎山蒼志               | 4:50 |
| 12.                      | 「Repeat」                   | 崎山蒼志  | 崎山蒼志   | 崎山蒼志               | 3:11 |
| 13.                      | 「find fuse in youth」       | 崎山蒼志  | 崎山蒼志   | 崎山蒼志               | 3:48 |
| 合計時間:                | 合計時間:                    | 合計時間: | 41:59      |                        |      |

## タイアップ
| 曲順 | 曲名             | タイアップ内容                                                        | 出典   |
| ---- | ---------------- | --------------------------------------------------------------------- | ------ |
| M-1  | Undulation       | フジテレビ“ノイタミナ”『2.43 清陰高校男子バレー部』エンディングテーマ | [ 9 ]  |
| M-11 | ただいまと言えば | 映画『夏、至るころ』主題歌                                            | [ 10 ] |